# فرج‌الله واعظی
فرج‌الله واعظی فرزند عبدالباقی در سال ۱۳۰۴ ش در شهرستان ابهر به دنیا آمد. او سابقه دستگیری در ماجرای قیام پانزده خرداد۱۳۴۲ را دارد و همچنین در سال ۱۳۴۳ ش به اتهام اقدام بر ضد امنیت داخلی کشور دستگیر و دو ماه زندانی شد. واعظی پس از انقلاب ۱۳۵۷ توانست در حوزه انتخابیه: زنجان (ابهر) با کسب ۲۴٬۵۴۵ رای برابر با ۶۰٫۳۰ درصد آراء کرسی نمایندگی مردم ابهر در اولین دوره مجلس شورای اسلامی را کسب کند.